# The Exploding Girl
Pour plus de détails, voir Fiche technique et Distribution.
The Exploding Girl est un film américain écrit et réalisé par Bradley Rust Gray. Le film est présenté pour la première fois au festival international du film de Berlin le 6 février 2009 puis aux États-Unis lors du festival du film de Tribeca le 22 avril 2009.

## Synopsis
Ivy, une jeune étudiante de 20 ans, retourne à New York chez sa mère pour les vacances. Alors qu'elle tente de garder le contact avec son petit ami par téléphone, celui-ci se montre de plus en plus distant. Dans le même temps, son meilleur ami Al se retrouve sans domicile pour les vacances et finit par être accueilli par Ivy et sa mère. Les deux jeunes gens passent alors leur temps dans la ville, renforçant ainsi leur amitié. Ivy tente de contrôler toutes ses émotions, alors qu'elle est atteinte d'épilepsie.

## Fiche technique
- Titre original : The Exploding Girl
- Réalisation : Bradley Rust Gray
- Scénario : Bradley Rust Gray
- Photographie : Eric Lin
- Montage : Bradley Rust Gray
- Production : So Yong Kim, Karin Chien, Ben Howe, Bradley Rust Gray
- Production exécutive : Jason Diamond et Josh Diamond, Billfield Cheng, Jay Van Hoy et Lars Knudsen
- Sociétés de production : Soandbrad, Parts and Labor en association avec MBS Productions
- Société de distribution : Ocscilloscope Pictures
- Son : Michael Sterkin
- Musique : múm
- Budget : 40 000 dollars
- Pays d'origine :  États-Unis
- Langue : anglais
- Format : Couleur
- Genre : Drame
- Durée : 79 minutes
- Dates de sortie : 
  - Allemagne : 6 février 2009 (festival international du film de Berlin)
  - États-Unis : 22 avril 2009 (Festival du film de TriBeCa)[1]
  - États-Unis : 12 mars 2010

## Distribution
- Zoe Kazan : Ivy
- Mark Rendall : Al
- Maryann Urbano : la mère d'Ivy
- Hunter Canning : Cary
- Franklin Pipp : Greg

## Casting
Bradley Rust Gray avait l'actrice Zoe Kazan en tête en rédigeant le script du film. C'est d'ailleurs l'actrice qui a suggéré le prénom Ivy pour le personnage.
Pour le personnage d'Al, le réalisateur s'est également basé sur l'impression que lui avait laissé l'acteur Mark Rendall lors d'une rencontre précédente.

## Tournage
New York, États-Unis

## Festivals
- États-Unis :
  - 22 avril 2009 au Festival du film de TriBeCa[1]
  - mai 2009 au Festival international du film de Seattle
  - 14 avril 2010 au Festival du film de Wisconsin
  - 24 juillet 2010 au Festival du film indépendant Blue Whiskey
- Allemagne :
  - 6 février 2009 au Festival international du film de Berlin
- Danemark :
  - 18 avril 2009 au CPH PIX
  - 19 septembre 2009 au Buster- Festival International de Copenhague de films pour enfants et jeunes
- Norvège :
  - 25 novembre 2009 au Festival international de cinéma d’Oslo
- Grèce :
  - 14 novembre 2009 au Festival international du film de Thessalonique
- Argentine :
  - 7 novembre 2009 au Festival international du film de Mar del Plata
- Canada :
  - 10 octobre 2009 au Festival international du film de Vancouver
- Royaume-Uni :
  - 19 octobre 2009 au Festival du film de Londres

## Nominations et récompenses
| Années | Cérémonie ou récompense          | Prix                 | Nomination                                         | Résultat                             |
| ------ | -------------------------------- | -------------------- | -------------------------------------------------- | ------------------------------------ |
| 2011   | Film Independent's Spirit Awards | Prix John Cassavetes | Bradley Rust Gray Karin Chien Ben Howe So Yong Kim | Nomination                           |
| 2010   | Film Independent's Spirit Awards | Meilleur producteur  | Karin Chien                                        | Lauréate (également pour Santa Mesa) |
| 2009   | Festival du film de TriBeCa      | Meilleure actrice    | Zoe Kazan                                          | Lauréate                             |